# Uomo di Koelbjerg
L'Uomo di Koelbjerg, precedentemente noto come Donna di Koelbjerg, è la più antica mummia di palude conosciuta e anche il più antico insieme di resti umani trovato in Danimarca, risalente al tempo della cultura maglemosiana, intorno all'8000 a.C. I suoi resti sono in mostra al Museo Møntergården di Odense, in Danimarca.

## Scoperta
Nel maggio 1941 furono rinvenuti un teschio umano e alcune ossa. Il 21 del mese, il ritrovamento fu segnalato al Fyns Stiftsmuseum, il cui personale fu in grado di ricostruire la posizione originale delle ossa solo perché i blocchi di torba presentavano ancora i fori laddove erano stati prelevati i primi resti. Il cranio e due ossa sono stati trovati a una profondità di 2,5 metri, ma la maggior parte delle ossa è stata trovata a poco più di 3 m di profondità, a una distanza di 7–8 m dalle altre ossa. Un femore è stato trovato altri 2 metri a sud-est.

## Studio dei resti
Non sono state rinvenute tutte le ossa. L'indagine antropologica di quelle trovate ha rivelato che l'uomo era alto 155–160 cm e di età compresa tra i 20 e i 25 anni. L'analisi indica una dieta di piante e animali terrestri, priva di pesce o quasi, mentre non si riscontrano segni di malattie, carie o malnutrizione. Un'analisi di un isotopo di stronzio ha rivelato che probabilmente è cresciuto a Funen, la stessa isola dove sono stati trovati i resti.
Una prima analisi del DNA non ha rivelato risultati utili. Le poche tracce di DNA trovate provenivano probabilmente da contaminazione da parte di persone che hanno maneggiato i resti. Nel 2016, studi basati su campioni estratti dai molari hanno rivelato che la persona, a lungo considerata una donna, era in realtà un uomo. Il sesso era stato occasionalmente messo in discussione già in precedenza a causa della robustezza delle ossa.
La distribuzione delle ossa su un'area relativamente ampia si può spiegare con la permanenza del cadavere nel lago: i tessuti molli potrebbero essersi decomposti mentre esso galleggiava in acque libere, consentendo la disarticolazione del corpo; le parti rimanenti affondarono e vennero inglobate dal limo lacustre.
Un'analisi del polline (di cui sono state trovate tracce all'interno del cranio) nel 1941 e un test del carbonio 14 nel 1983 hanno datato la morte dell'Uomo di Koelbjerg intorno all'8000 a.C.
Circa 2,5 km a sud-ovest, nei pressi del Nerverkær-Moor, sono stati rinvenuti resti di insediamenti risalenti alla cultura maglemosiana. L'uomo potrebbe aver vissuto in questo insediamento.